# Darius Bazley
Darius Denayr Bazley (ur. 12 czerwca 2000 w Bostonie) – amerykański koszykarz, występujący na pozycjach niskiego skrzydłowego lub środkowego.
Do NBA trafił bezpośrednio po ukończeniu szkoły średniej.
W 2018 wystąpił w trzech meczach gwiazd amerykańskich szkół średnich McDonald’s All-American, Jordan Brand Classic, Nike Hoop Summit.
W 2019 reprezentował barwy Oklahoma City Thunder podczas rozgrywek letniej ligi NBA.
9 lutego 2023 został wytransferowany do Phoenix Suns. 16 lipca 2023 dołączył do Brooklyn Nets. 19 października 2023 opuścił klub.